# گورستان امپراتوری موساشی
گورستان امپراتوری موساشی (به انگلیسی: 武蔵陵墓地, Musashi ryōbochi), مجموعه آرامگاه یادمانی از امپراتورهای ژاپن در هاچیئوجی، توکیو، توکیو، ژاپن واقع در جنگلی در غرب حومه توکیو در منطقه تاما و به نام استان باستانی ولایت موساشی است، این سایت حاوی مقبره امپراتور تایشو و امپراتور شووا (هیروهیتو) و همچنین همسرانشان، امپراتریس تی‌می و ملکه کوجون (ناگاکو) نیز می‌باشد.

## تاریخ
امپراتور تایشو اولین امپراتور ژاپن بود که در توکیو به خاک سپرده شد. او را اولین «امپراتور توکیو» می‌نامند زیرا او اولین کسی بود که تمام زندگی خود را در یا نزدیک توکیو گذراند. پدرش امپراتور میجی در کیوتو به دنیا آمد و بزرگ شد. و اگرچه بعداً در توکیو زندگی کرد و درگذشت، مقبره او در حومه کیوتو، در نزدیکی مقبره‌های اجداد امپراتوری او قرار دارد.

## طراحی
گورستان امپراتوری در هاچیئوجی، توکیو به عنوان یک فضای نیمه طبیعی طراحی شده است که عمدتاً از جنگل، صخره و درخت تشکیل شده است. علاوه بر مقبره امپراتوری با بالای صخره، آثار و بناهای مذهبی کوچکتری مانند «توری‌ئی» نیز در آن وجود دارد. خود گورستان در اصل یک جنگل درخت سرو ژاپنی نیمه طبیعی بزرگ با جاده‌های شنی وسیع است که به محل دفن متصل می‌شود. جلوی هر محل دفن یک دروازه توری‌ئی است که مکان را به عنوان یک زیارتگاه مقدس شینتو مشخص می‌کند. در پشت توری‌ئی‌ها، پله‌های سنگی به تپه‌های تدفین منتهی می‌شود که در آن امپراتورها و بیوه‌هایشان دفن شده‌اند. خوردن، آشامیدن و سیگار در داخل گورستان ممنوع است، هیچ گونه حیوان خانگی به جز سگ‌های سرویس دهنده که به افراد دارای مشکلات جسمی کمک می‌کنند، ممنوع است. گورستان بسیار آرام و بسیار ساکت است. معدود بازدیدکنندگان اکثراً سالخوردگان ژاپنی هستند. بسیاری از آنها قبل از عبور از توری‌ئی در مقابل قبور، کلاه خود را از سر برمی‌دارند، در مقابل قبرها عمیقاً تعظیم می‌کنند و گاهی دعا می‌کنند.

## مقبره‌ها
| نام                        | سال مرگ | نام مقبره                                     | تصویر | مختصات                                                                   |
| -------------------------- | ------- | --------------------------------------------- | ----- | ------------------------------------------------------------------------ |
| امپراتور تایشو (Yoshihito) | ۱۹۲۶    | Tama no Misasagi (多摩陵)                     |       | ۳۵°۳۹′۱٫۵″ شمالی ۱۳۹°۱۶′۴۸″ شرقی / ۳۵٫۶۵۰۴۱۷°شمالی ۱۳۹٫۲۸۰۰۰°شرقی        |
| امپراتریس تی‌می (Sadako)    | ۱۹۵۱    | Tama no Higashi no Misasagi (多摩東陵)        |       | ۳۵°۳۹′۰۰٫۵″ شمالی ۱۳۹°۱۶′۵۰٫۸۲″ شرقی / ۳۵٫۶۵۰۱۳۹°شمالی ۱۳۹٫۲۸۰۷۸۳۳°شرقی  |
| هیروهیتو (هیروهیتو)        | ۱۹۸۹    | Musashino no Misasagi (武藏野陵)              |       | ۳۵°۳۹′۴٫۷۱″ شمالی ۱۳۹°۱۶′۵۳٫۲۸″ شرقی / ۳۵٫۶۵۱۳۰۸۳°شمالی ۱۳۹٫۲۸۱۴۶۶۷°شرقی |
| ناگاکو (ناگاکو)            | ۲۰۰۰    | Musashino no Higashi no Misasagi (武藏野東陵) |       | ۳۵°۳۹′۲٫۹۳″ شمالی ۱۳۹°۱۶′۵۷″ شرقی / ۳۵٫۶۵۰۸۱۳۹°شمالی ۱۳۹٫۲۸۲۵۰°شرقی      |

امپراتور تایشو سلطنت را پس از امپراتور میجی به دست گرفت. او در اوایل سال ۱۹۲۶ درگذشت و اولین کسی بود که در این گورستان به خاک سپرده شد. پس از یک مراسم بزرگ شینتو در محل تشییع جنازه موقت در پارک شینجوکو گیوئن، بقایای او با قطار به ایستگاه تاکائو، هاچیئوجی، توکیو منتقل شد. طبق معمول مراسم تشییع جنازه امپراتوری، مراسم تشییع جنازه او در شب برگزار شد. یا در اوایل صبح، از ساعت ۵ صبح تا ۶ صبح در پایان یک شب طولانی زمستانی، در دمای منفی ۱۰ درجه سانتیگراد.
پس از او امپراتور شووا پس از شکست در جنگ جهانی دوم از الوهیت خود سلب شد. در طی مرگ و تشییع جنازه هیروهیتو مراسم سنتی شینتو در کاخ موقت تشییع جنازه در پارک شینجوکو گیون برگزار شد و بلافاصله پس از آن مراسم تشییع جنازه ای سکولار به سبک غربی در همان مکان اما با حذف تمام مراسم شینتو برگزار شد. سپس یک کاروان بزرگ جسد امپراتوری را به محل دفن گورستان موساشی بردند، جایی که او در روز به خاک سپرده شد - این اولین باری بود که یک امپراتور در روز دفن می‌شد. پیش از این، امپراتورها همیشه در شب دفن می‌شدند.
بر اساس گزارش‌های مطبوعاتی، امپراتور آکیهیتو بازنشسته دوره هیسه‌ای (۱۹۸۹–۲۰۱۹) و همسرش میچیکو قصد دارند، پس از مرگ جسدشان سوزانده شوند و دوباره خط سنت را بشکنند. آنها همچنین بنا بر وصیتشان هنگامی که زمانش برسد در همین گورستان امپراتوری موساشی به خاک سپرده خواهند شد.